# Védángák
A Védángák (szanszkrit: वेदाङ्ग vedāṅga; "a Véda tagjai") kiegészítő célzató, magyarázó szándékú hindu szövegek, amelyeket századokon keresztül a Védák megőrzésének és értelmezésének szándékával írtak. Időnként a Véda részének tekintik őket, bár szigorú értelemben nem tartoznak oda; csak szmritinek, nem srutinak számítanak.
A Védánga jelentős része szútra-stílusban íródott, és a hagyomány szerint hat részre tagolódik:
- siksá (fonetika)
- cshandasz (metrika)
- vjákarana (szanszkrit nyelvtan)
- nirukta (etimológia)
- dzsjótisa (csillagászat és naptárrendszer)
- kalpa (szertartásrend)

A kiegészítő tagokat a négy upánga alkotja:
- purána (a védikus történelem)
- njája (logika)
- mímánszá (a védikus szövegek különböző értelmezési szintjei)
- dharmasásztra (viselkedési szabályok és törvények)